# 通化铁路分局
通化铁路分局，是铁道部沈阳鐵路局下属的一家铁路分局，管辖范围基本在吉林省东南部的铁路。正线长度899.1km。其中辽宁省境内54.8km。

## 历史
九一八事变后，日满的吉林铁路局于1937年12月改为吉林铁道局。1943年按照战时体制下设铁道监理所，包括通化铁道监理所、梅河口铁道监理所。1945年日本投降后，吉林铁道局原班人马成立“吉林铁道局维持委员会”，于9月8日下设通化铁道管理部、梅河口铁道管理部。1945年11月，辽东人民自治军通化支队司令员刘东元派纪政夫等人接管通化铁道管理部。1945年12月初，东北人民自治军通化后方司令朱瑞派徐彬组建通化铁路局，局长徐彬，副局长纪政夫。1946年1月21日，在梅河口成立东满铁路管理局。3月1日，通化铁路局改称通化铁路分局，辖梅集铁路以内共395km；另设梅河口铁路分局，只设运输科掌管运输行车，其它业务工作由东满铁路管理局直接领导，辖平梅铁路、沈吉铁路前甸站至西阳站，共495km。1946年5月24日，东北民主联军放弃梅河口，东满铁路管理局向吉林市、图们转移，梅河口铁路分局撤销；通化铁路与东满铁路被国军分割开，通化铁路分局改由辽东省政府领导。1946年8月10日辽宁省政府指示通化铁路分局改称通化铁路管理局，局长徐彬，党委书记田力夫。1946年10月，国军占领通化，通化铁路管理局撤退至临江，并于11月14日改称临江铁路管理局，局长徐彬，内设运输科、工电科、经理科、人事科，管辖鸭大铁路道清站以远及浑三铁路共106公里，站段2个，基层车站15个。1947年5月22日，东北民主联军收复通化，成立临江铁路管理局通化办事处，主任袁海成。同时成立梅河口铁路办事处。1947年11月28日，临江铁路管理局迁至通化。1948年2月1日临江铁路管理局改称通化铁路管理局，由东北行政委员会辽东办事处财经委员会主任吕东兼任局长，李泮明任副局长兼党委书记代理局长，管辖沈吉铁路抚顺城站-前甸站间50km处至磐石站，四梅铁路（含四平站）、梅輯铁路、鸭大铁路、浑三铁路、新通化支线共计772km，基层站段19个，段管站51个。1948年6月，划归东北铁路管理总局领导。1948年9月1日，通化铁路管理局并入吉林铁路管理局。1949年2月4日，在吉林铁路管理局下设梅河口铁路分局，管辖沈吉铁路抚顺城站-前甸站间50km处，直至莲河站-海龙站间241km处；平梅铁路全线；梅集铁路以内等。1953年1月23日，梅河口铁路分局改为梅河口铁路运输分局，机务、车辆、电务、工务、建筑各段由吉林铁路管理局直接领导。1956年2月，梅河口铁路运输分局改为梅河口铁路分局。1958年1月1日，撤销梅河口铁路分局，成立梅河口车务段、通化车务段。1959年1月1日，成立梅河口办事处、通化办事处，分别设立调度所，取消梅河口车务段、通化车务段，设立梅河口列车段、通化列车段。1961年9月14日，撤销梅河口列车段、通化列车段，设立梅河口车务段、通化车务段、浑江车务段。
1964年4月1日，成立通化铁路分局，撤销梅河口、通化办事处与各车务段，成立梅河口列车段、通化列车段。实行“运输为主、其他为辅”的管理政策。1965年6月，吉林铁路局将机务、车辆、工务、电务、水电、生产等基层单位下放给铁路分局直接领导。

## 分局界
- 沈吉铁路团林站-靠山屯站279km，与吉林铁路分局为界；
- 沈吉铁路清原站-长山堡站145.3km，与沈阳铁路分局为界；
- 平梅铁路平东站-哈福站8km，与长春铁路分局为界；

## 组织机构
- 办公室
- 总工程师室
- 安全监察室
- 运输科（调度所）
- 货运科
- 客运科
- 机务科
- 车辆科
- 工务科
- 电务科
- 房产科
- 审计科
- 计划统计科（环保办）
- 财务科
- 人事科
- 劳动工资科
- 职工教育科
- 卫生科（计划生育办、爱卫办）
- 物资科
- 管理办
- 人防办
- 集体企业管理办
- 收入检查室
- 劳动定额组
- 基建办（工程质量监督站）
- 设计室
- 装卸设备站
- 装卸管理科
- 电子计算所
- 土地林业管理办
- 教育办
- 职工学校
- 电大函授辅导站
- 经营科
- 工会
- 电力试验所
- 档案室
- 化验所
- 计量试验管理所